# Billie Joe Armstrong
Billie Joe Armstrong (Oakland, 17 febbraio 1972) è un cantautore e polistrumentista statunitense, frontman e chitarrista del gruppo musicale pop punk Green Day, di cui è anche il principale autore.
Nel 2020 la rivista Guitar World lo ha inserito nella lista dei migliori chitarristi rock di sempre.

## Biografia

### Primi anni
Billie Joe Armstrong è nato a Oakland, il 17 febbraio 1972, ed è cresciuto a Rodeo, un quartiere di Berkeley. Figlio di Ollie Jackson (1932), cameriera al Rod's Hickory Pit, e Andrew Marsicano Armstrong (1928-1982). Il padre, al quale è dedicata Wake Me Up When September Ends, era un camionista e musicista jazz part-time; morì di cancro all'esofago il 16 settembre 1982, quando Billie Joe aveva solo 10 anni. Billie Joe Armstrong ha origini italiane: i suoi trisnonni paterni, Pietro Marsicano e Teresa Nigro, entrambi nativi di Viggiano in provincia di Potenza, emigrarono prima a Boston e poi, nel 1869, a Berkeley, California.
Ha frequentato la Hillcrest Elementary School di Rodeo, dove un insegnante lo ha incoraggiato a registrare il brano Look for Love all'età di cinque anni sull'etichetta Fiat Records della Bay Area. Il brano è stato pubblicato come singolo in edizione limitata di ottocento copie. Inoltre, a quest'età si recava spesso all'ospedale della sua città a cantare canzoncine per rallegrare i pazienti. Oltre alla Hillcrest Elementary School, ha frequentato la Carquinez Middle School e la John Swett High School, entrambe a Crockett e successivamente si è trasferito alla Pinole Valley High School di Pinole. Al suo diciottesimo compleanno, ha abbandonato gli studi per intraprendere la carriera musicale.

### Carriera

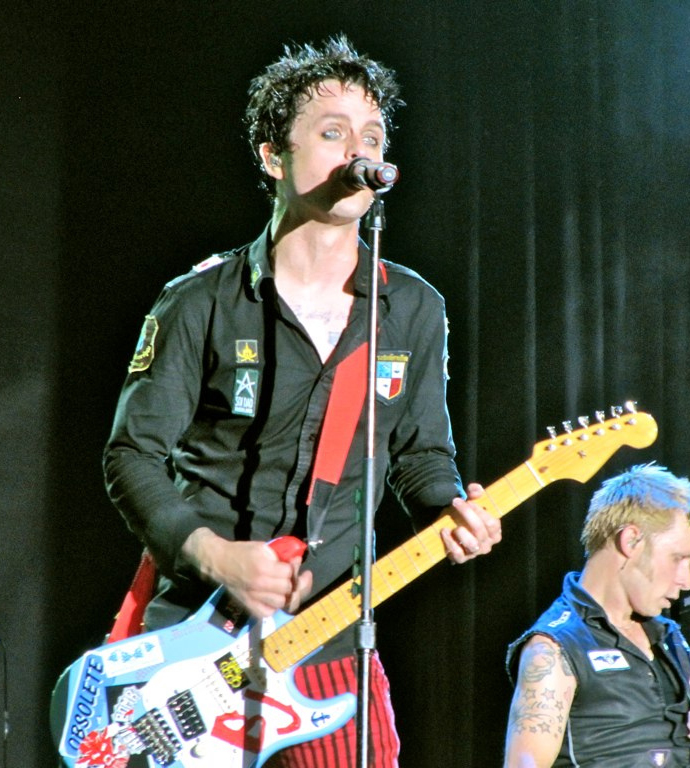
Billie Joe Armstrong (2010)

In quinta elementare conobbe Mike Dirnt con il quale, all'età di 15 anni, fondò i Sweet Children. All'inizio, Armstrong e Dirnt suonavano entrambi la chitarra, con Raj Punjabi alla batteria e Sean Hughes al basso. Punjabi è stato successivamente sostituito alla batteria da John Kiffmeyer. Dopo alcune esibizioni, Hughes lasciò la band nel 1988; Dirnt ha iniziato a suonare il basso.
La sua prima vera canzone scritta fu Why Do You Want Him?, indirizzata a sua madre che, dopo la morte di Andy, aveva trovato un nuovo compagno. Si esibirono nel loro primo concerto dal vivo al Rod's Hickory Pit, dove la madre di Armstrong lavorava come cameriera e dove finirono per lavorare Mike Dirnt e lo stesso Armstrong. Nell'aprile del 1989 cambiarono il nome della band in Green Day.
Oltre che per i Green Day, Armstrong scrive, produce e suona pezzi anche per i Pinhead Gunpowder, ha suonato anche con i The Influents, Corrupted Morals, Rancid, Lookouts, Goodbye Harry, Blatz e gli U2. Inoltre è stato proprietario assieme a sua moglie Adrienne dell'etichetta discografica indipendente Adeline Records che aiuta per lo più artisti rock emergenti a farsi conoscere. Oltre alla chitarra suona anche l'armonica, il mandolino, la batteria, il pianoforte e il sassofono. Nel 2007 la Gibson ha commercializzato negli Stati Uniti d'America una chitarra Les Paul Junior che porta il suo nome e usata da lui stesso nei concerti. Il 26 gennaio 2014 si esibisce ai Grammy Awards con Miranda Lambert cantando When Will I Be Loved, brano dei The Everly Brothers.
Nel 2020 ha pubblicato il suo secondo album da solista No Fun Mondays, costituito esclusivamente da cover registrate durante le misure di confinamento imposte dalla pandemia di COVID-19.

## Strumentazione
La prima chitarra di Armstrong era un'acustica Cherry Red Hohner, che fu comprata da suo padre.
Ha ricevuto la sua prima chitarra elettrica, una Fernandes The Revival RST-50 Stratocaster che ha chiamato Blue, quando aveva dieci anni nel 1982. Sua madre ha ricevuto Blue da George Cole, che ha insegnato ad Armstrong a suonare la chitarra per 10 anni. Cole aveva comprato la chitarra da David Margen, della band Santana.

## Vita privata

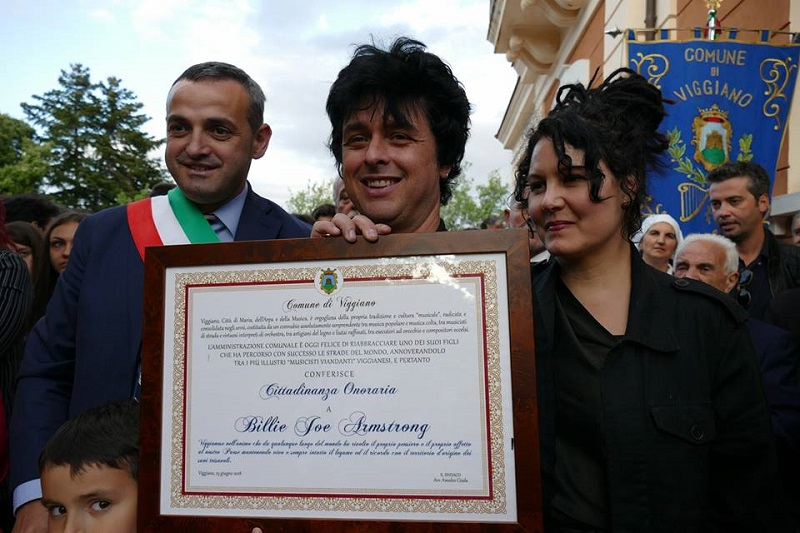
Billie Joe Armstrong con la moglie, Adrienne, a Viggiano (2018).

La fidanzata di lunga data di Armstrong, Adrienne Nesser, conosciuta durante un concerto dei Green Day, si è unita a lui in matrimonio il 2 luglio 1994. Hanno avuto due figli nati rispettivamente nel 1995 e 1998: Joseph Marciano (batterista dei SWMRS) e Jakob Danger (chitarrista degli Ultra Q).
Armstrong si identifica come bisessuale, come dichiarato in un'intervista del 1995 sulla rivista The Advocate: «Penso di essere stato sempre bisessuale. Voglio dire, è qualcosa di cui mi sono sempre interessato. Penso che tutti facciano certe fantasie riguardo al proprio sesso. Penso che le persone nascano bisessuali e che siano i nostri genitori e la società che in un certo senso fanno deviare bruscamente i nostri sentimenti in "Oh, non posso". Dicono che è tabù. È radicato nelle loro teste che è sbagliato, quando non è sbagliato per niente. È una cosa bellissima».
Il 24 settembre 2012 il cantante entra in riabilitazione per disintossicarsi. Terminata la riabilitazione, torna ad esibirsi con i Green Day per il tour della trilogia.
Nel 2018 riceve la cittadinanza onoraria dal comune di Viggiano, dal quale ha una lontana ascendenza.

## Discografia

### Da solista
- 2013 – Foreverly (con Norah Jones)
- 2020 – No Fun Mondays

### Con i Green Day
- 1990 – 39/Smooth
- 1991 – Kerplunk
- 1994 – Dookie
- 1995 – Insomniac
- 1997 – Nimrod
- 2000 – Warning
- 2002 – Shenanigans
- 2004 – American Idiot
- 2009 – 21st Century Breakdown
- 2012 – ¡Uno!
- 2012 – ¡Dos!
- 2012 – ¡Tré!
- 2016 – Revolution Radio
- 2020 – Father of All Motherfuckers
- 2024 – Saviors

### Con i Pinhead Gunpowder
- 1991 – Tründle and Spring EP
- 1992 – Fahiza EP
- 1994 – Jump Salty
- 1995 – Carry the Banner
- 1997 – Goodbye Ellston Avenue
- 1999 – Shoot the Moon EP
- 2000 – Pinhead Gunpowder EP
- 2000 – 8 Chords, 328 Words EP
- 2003 – Compulsive Disclosure
- 2008 – West Side Highway EP

### Con i The Network
- 2003 – Money Money 2020
- 2020 – Money Money 2020 Part II: We Told Ya So!

### Con i Foxboro Hot Tubs
- 2008 – Stop Drop and Roll!!!

### Con i The Boo
- 2011 – Peace and Love for the New Year (EP)

## Filmografia
- King of the Hill – serie TV, 1 episodio (1997) – Voce
- Fantasmi (Haunted) – serie TV, 1 episodio (2002)
- Live Freaky! Die Freaky!, regia di John Roecker (2006) - Voce
- I Simpson - Il film (The Simpsons Movie), regia di David Silverman (2007) - Voce
- Heart Like a Hand Grenade, regia di John Roecker (2008)
- One Nine Nine Four, regia di Jai Al-Attas (2012) - Documentario
- Nurse Jackie - Terapia d'urto – serie TV, episodio 1 stagione 4 (2012)
- Questi sono i 40 (This Is 40), regia di Judd Apatow (2012)
- Anchorman 2 - Fotti la notizia (Anchorman 2: The Legend Continues), regia di Adam McKay (2013)
- Like Sunday, Like Rain, regia di Frank Whaley (2014)
- Ordinary World, regia di Lee Kirk (2016)